# Aegialodon
Aegialodon dawsoni
Genre
Espèce
Aegialodon est un genre fossile de mammifères du Crétacé inférieur, connu grâce à la découverte de dents fossilisées dans une formation argileuse dans le Wadhurst (Sud de l'Angleterre) datant de près de 136 Ma.
Selon Paleobiology Database en 2023, la seule espèce et l'espèce type est Aegialodon dawsoni.

## Classification
Le genre Aegialodon et l'espèce Aegialodon dawsoni sont décrits en 1965 par les paléontologues Kermack (en), Lees & Mussett,,.

### Publication originale
- [1965] (en) K. A. Kermack, P. M. Lees et F. Mussett, « Aegialodon dawsoni, a new trituberculosectorial tooth from the Lower Wealden », Proceedings of the Royal Society of London, vol. Series B (Biological Sciences) 162, no 989,‎ 1965, p. 535-554.